# 美丽上海
《美丽上海》是一部2004年上映的中国电影，由彭小莲执导，上海汤臣影片公司投资一千万拍摄。影片讲述了一个没落资本家家庭的故事，着重刻画四个兄弟姊妹的矛盾与亲情，探讨了女性觉醒的主题。顾美华在片中扮演克制冷静的长女静文，获第七届上海国际电影节最佳女演员金爵奖。郑振瑶扮演深沉内敛的母亲，获第二十四届金鸡奖最佳女主角奖。影片还获得金鸡奖最佳故事片奖、最佳导演奖、最佳男配角奖（冯远征）。
此片为王祖贤唯一在大陆拍摄的电影，也是王祖贤的息影之作，影片拍摄结束之后王祖贤宣告息影，从此长居加拿大。

## 情节
母亲唐鄞清文革时曾目睹丈夫被红卫兵打死，却依然珍藏着旧时代留下来的一些小物件，由于保姆的不称职，她摔伤住院，小妹从美国赶回，富裕的律师——老三阿荣也回到母亲家。老大良浩带孙女贝贝从西北回来，生活艰难，二姐静文则是离婚的知青，现在在食堂当厨师。阿荣沉迷于玩牌，与妻子黄惠娟闹翻。阿荣的儿子大梦学习成绩不好，让两夫妻很头疼。静文女儿洁妮在学校与男朋友发生了关系，被鄞清和静文指责。
张丹丹是小妹好友，闲聊时得知小妹在美国切除了子宫，无法生育。小妹与静文要好，与阿荣闹得很僵。母亲找来小妹谈心，试图调节兄妹的关系。一个夜晚，母亲安然离逝，四个儿女商讨房产继承问题，大哥带贝贝黯然离去。最后，在雨中小妹与静文追回了大哥，一家人重又恢复了和睦。

## 演员
- 王祖贤 饰 小妹
- 郑振瑶 饰 母亲
- 赵有亮 饰 大哥
- 顾美华 饰 静文
- 冯远征 饰 阿荣
- 宋茹惠 饰 惠娟
- 娜仁花 饰 张医生
- 刘晓靓 饰 洁妮
- 李琳 饰 贝贝
- 陈大梦 饰 大梦